# いじわるばあさん
『いじわるばあさん』は、長谷川町子による日本の4コマ漫画作品。毎日新聞社発行の週刊誌『サンデー毎日』において、1966年（昭和41年）1月2日号から1971年（昭和46年）7月18日号まで『意地悪ばあさん』の表題で連載された（後述）。『サザエさん』と共に長谷川町子を代表する作品の一つであり、複数回にわたってテレビドラマやテレビアニメ化されている。
主人公は漫画の作中でも「いじわるばあさん」と呼ばれることが多いが、本項の文中では設定上の本名である「伊知割 石」の名を用いる。

## 解説
アメリカの漫画家ボブ・バトルの『意地悪爺さん』（原題『Egoist』）という意地悪なおじいさんを主人公とした作品が、1956年から1962年まで文藝春秋の雑誌『漫画讀本』に翻訳連載されていた。これに触発されて誕生したことを、作者の長谷川は『サザエさんうちあけ話』などで語っている。『いじわるばあさん』の作中でも、主人公である石が旅行先のイギリスで本家の意地悪爺さんらしき人物と遭遇するエピソードがある。
当時の長谷川は朝日新聞の『サザエさん』連載と並行して『サンデー毎日』で『エプロンおばさん』を連載していたが、双方の作品に共通するヒューマニズム色の強い作風に飽きを感じていた。そのような中で『サンデー毎日』の1963年新年号に8ページの漫画を依頼され、執筆したのが『意地悪ばあさん』である。主人公を女性に変更したのは『意地悪じいさん』を読んで「おバァさんのほうがグッと迫力あるのになァ」と言う感想を持ったことに由来し、反響を見て連載を依頼しに来た『サンデー毎日』の編集長と話し合った末、1年後の1966年に連載を開始した。単行本の初版はサザエさんのそれよりも発行部数が多く、読者の側もまた、ヒューマニズムに飽いた人が多かったのだろうと、作者は『サザエさんうちあけ話』で述べている。
昭和40年代にして、高齢化社会ならびに老人介護の問題点を取り上げた話も存在する。石自身、たびたび老人介護施設の職員やヘルパーを相手に意地悪を仕掛けている。また、本作では俗に「サザエさん時空」と呼ばれる登場人物が年を取らない方式ではなく、石の長男の子供たちが連載の後半で進学や就職するなど家庭環境の変化が見られる。
日本国外では講談社インターナショナルから『Granny Mischief』というタイトルで英語に翻訳・出版されて人気を博した。出版の際には、一部のコマが左右反転されている。
テレビドラマやテレビアニメ化された中でも、特に青島幸男主演のテレビドラマ（主人公の名前は「伊知割石」でなく「波多野タツ」とされている）は当たり役となり、人気が高かった。ただし、長谷川はアニメの『サザエさん』同様テレビでの登場を快く思っていなかったらしく「漫画作品とは別」と考えており「あれは青島幸男による青島ばあさんです」と述べている。漫画でも青島幸男が演じる波多野タツを伊知割石が批判するエピソードがある。ドラマ、アニメ共にDVDなどの映像ソフト化は一切行われておらず、BS・CSでの再放送・オンデマンド配信も実施されていない。

### 表題
本作の表題は『サンデー毎日』での連載時には『意地悪ばあさん』と漢字で表記されていたが、姉妹社から単行本が発売された際に『いじわるばあさん』と平仮名へ改められた。テレビドラマのうち青島幸男が「波多野タツ」の役名で主演した2作品は連載版に拠って『意地悪ばあさん』、その他の実写作品とテレビアニメ2作品はいずれも単行本に拠って『いじわるばあさん』を正式な表題としている。

## 登場人物
以下は原作漫画の設定であり、ドラマやアニメでは名前や家族構成が作品ごとに異なっている場合がある。

### 主人公
伊知割 石（いじわる イシ）
本作の主人公。数々の意地悪やいたずらで人々を困らせるのが生きがいの老婦人。
意地悪の対象は家族や知人、通行人など見境なく、家族や町の人々からは非常に疎ましく思われている。家族や知人から善意を向けられることも少なくはないが、石はそれをないがしろにする態度をよくとる。本人は「子供と動物には寛大」と自負しているが、実際は動物には優しいが子供に対しては容赦ないところがある。
石の意地悪は他人を不愉快にさせたり、自らの利益を目的として行うものがほとんどである。しかし、時には工事現場の作業員のベルトをハサミで切ってズボンが落ちるようにしたり、バナナの皮で転ばせた女性のスカートをずらしたりするなどのセクハラに繋がる行動になったり、また時には意地悪を通り越して犯罪同様の行動になったり、裏目に出て人助けに繋がったりするなど意地悪の結末のバリエーションは豊富である。また、自分が意地悪をする前に他人の意地悪に遭ったり、仕返しをされたり、意地悪をしようとして自分が酷い目に遭ったり後悔や反省することもある。飼い犬に人間への意地悪を仕込んだり、子供にお駄賃を与えて意地悪の代役を依頼することもある。
時には自分からいいことをしようとして電気屋でバイトをする苦学生の青年を気遣うなどの正義感を垣間見せることもあり、窃盗や密航などの犯罪行為を未然に防いだり、犯罪者を発見する仕掛けを仕込んだりと活躍する。もっとも、これらの行為の目的は「犯罪者を屈服させたい」という自身の愉悦のためであることも多い。
夫とは結婚から20年余り連れ添った後に死別。夫は石曰く「家庭を顧みない関白亭主」であったようだが、当時を知る関係者からは逆に石の恐妻ぶりが語られている。普段は長男である順一の家族と生活しているが、家族は石の意地悪に悩まされているため、次男シゲルと三男トシアキの家庭に回されたり、老人ホームに預けられることもあるものの長続きすることはなく順一の家庭に戻っている。
無神論者だが神社や寺院によく参拝しており、時には教会で「これからする予定の意地悪」を含めて懺悔を行うこともある。建国記念の日に大反対だが、この日は自身の結婚記念日でもあるためそれを祝って国旗を掲げる。
同年代の男性たちとの交際も多く、ボーイフレンドたちとデートを楽しむこともあるが、彼らが浮気をした際には容赦なく仕返しをしている。その際には通常50kgはあるマンホールのふたを持ち上げるなど、常人離れした力を発揮することもある。また、ある老翁から好意を寄せられて『エリーゼのために』のオルゴールをプレゼントされるが、曲名を知らなかったために彼の愛を受け入れなかったことがある。
好物は梅酒で、ある時次男のシゲルに嫌味を言われると「秘密（シゲルが19歳まで寝小便をしていた事）をばらしてやろうか」と言い返し、 口止めとして梅酒を要求した。年齢は、連載時の年代や回想シーンで結婚適齢期に結婚・出産したことから推察すると、明治20年代生まれの75歳くらい。また、娘時代に女学校に通っていたことや、書生が住み込んでいるような家庭で育っていることから、裕福な生まれのインテリ女性であると考えられる。これに加え、血縁関係者達もみな社会的地位・収入の高い職業についていることから、庶民的な『サザエさん』よりも長谷川にとって自分の境遇に近く執筆しやすかったと考えられる。
一度は交通事故に遭った際の臨死体験で地獄に行ったが、罪人を懲らしめていた鬼を「手ぬるい」と金棒で殴るなどの暴れようで手を焼いた閻魔大王に「この婆さんは地獄では預かりかねる」と言われて現世に戻され、息を吹き返している。一方では、デパートの清掃員に親切で500円を渡して「天に善行を積んだ」際、天国から見ていた神様は（この程度で今までの悪業を帳消しにできないので）天国の入り口に来たら500円払って追い返すよう部下の天使に指示している。天国に行けば追い返され、地獄に行けば蘇生するため不死であるともとらえられる。また、通り魔に遭ったことも何回かあり、その内1回は面通しのため、容疑者（石に恨みを持っていた人達）が警察署の外にまで長蛇の列をなしていた。
たいていの人間は石の意地悪に引っかかっているが、逆に騙し返したり、道を聞いたとき石が方向を教えると（反対のほうを教えた）逆方向に行ったりするなど、石の意地悪に警戒する人も多くなっている。
時に自分が人から疎まれていることや孤独であることを気にする場面もあり、「愛される老人になりたいがどうすればよいか」と匿名で某新聞社宛に身の上相談を送った事もある。ただしそのオチは「サンデー毎日のいじわるばあさんのような事を絶対にしないこと」と回答されるというものであった。
なお、本名は連載後半に夫の墓石や表札で「伊知割」姓が明記されるようになったのと女学生時代の回想で「お石さん」と呼ばれていることによって判明したが、連載前半では名前を呼ばれることは無くもっぱら「意地悪ばあさん」と呼ばれていた。そのため、連載中に放送開始された読売テレビ（ytv）版のドラマ『意地悪ばあさん』では「波多野タツ」、その実質的なリメイクのフジテレビ版第2作『意地悪ばあさん』が「波多野たつ」、フジ版ドラマ第1作が「ツヨ」、ytv版アニメが「原野タツ」とそれぞれ異なる名前とされている。ただし、フジ版アニメと金曜プレステージ版ドラマでは原作に即して「伊知割イシ」に統一された。
『どこでもいっしょ』でのコラボレーションキャストは井上トロが演じている。

### 石の家族・関係者
伊知割 順一
石の長男。石の意地悪の主な被害者。中流以上の比較的裕福な家庭を築いている。石のことを家庭で養っているが、家族全員が石のことを疎ましく思っている。54歳のサラリーマン（部長職）。ミチコとの間に二男一女。
死んだ父親からの遺言で、「仲人口を信用するな」と言われたため、妻とは恋愛結婚している。その甲斐あってかミチコとの仲は基本的には良好であるが、ホステスと浮気をしている様が石の反射テストなどで明かされその度にミチコにひどい目にあわされる。
あだ名は「三太」。『どこでもいっしょ』でのコラボレーションキャストはクロが演じている。

伊知割 ミチコ
順一の妻。順一同様、石の意地悪の主な被害者。石の見ていない場では順一とラブラブな一幕を見せることもある。
度重なる意地悪から石のことを疎ましく思っているが、それでも石に好意的に接する一面もある。
『どこでもいっしょ』でのコラボレーションキャストはR・スズキが演じている。

順一の子供達
高校生→大学生の長男、高校生→社会人の長女、小学生の次男の2男1女。原作では3人とも名前は特に出て来ないが、フジ版アニメと金曜プレステージ版ドラマでは長男がマコト、長女がサナエ、次男がツトムとそれぞれの名前が設定されている。
彼らも孫でありながら石の意地悪の被害者となることが多く、石との仲はあまり良好とはいえない。
長男は高校在学中、石にそそのかされて2人で成人映画(『（十代）の性典』)を観賞したことがある。
次男は石から「意地悪の下請け」名目でお駄賃をもらってピンポンダッシュを代行するのを始め、アニメ第2作でも石と行動を共にすることが多くそれなりに仲がよい。
『どこでもいっしょ』でのコラボレーションキャストはそれぞれ、マコトは山本ピエール、サナエは三原ジュン、ツトムはリッキーが演じている。

ラッシー
伊知割家の飼い犬。名前こそ有名な『名犬ラッシー』と同じだが、犬種はコリーではなく恐らく雑種。
石によく懐いており、石の意地悪をアシストしたり単独で意地悪を仕掛けたりする。得意の意地悪は自動車の前に飛び出し、はねられた振りをして動物病院に運ばせ到着した途端に走り去って行くというもの。この他に「ネコ」と名付けた大型の犬も1度だけ登場している。
アニメ第1作では「ペケ」と言う名前の犬が登場している。

伊知割 シゲル
石の次男。開業医。
医者であって開業医であるため石の息子たちの中でも特に裕福そうな生活をしているが、石には外来患者の少ないことをぼやかれている。順一から石を預かることもあり、その際には石が家庭や病院内でお構いなく意地悪を働くことから頭を悩ませている。それでも、体調が悪そうな石を診察したりするなど石のことを心底嫌っているわけではなく、石も深夜に急患が出たりと休む間のない開業医のつらさを思いやってシゲルを心配したり、シゲルが看護師から嫌がらせを受けた時はその看護師に仕返しするなど、シゲルのことを思いやる場面がある。
病院の設立資金は妻の実家に出してもらっており、妻に頭が上がらない恐妻家なうえに看護師達からも軽くあしらわれている（金曜プレステージ版では多くの患者達から軽くあしらわれており、それに妻の父に借金を返そうとコツコツ貯めたヘソクリを地球儀の中に隠していた）。
幼少期は順一から飴玉を与えられ、子守やお使いを押し付けられていた。19歳の時までおねしょをしていた。脱税の疑いで国税局の査察を受けたことがある。
初登場は順一に料亭に招かれ、ごちそうになったが、引き換えに石を預けてくれとお願いされた。

シゲルの妻
シゲルの病院の設立資金は彼女の実家から出ているようで、裕福な家の出身。
夫は彼女に頭が上がらず、夫に嫌味を言う場面がみられる。石を家で預かっている時期には石の意地悪に被害にあう。
ゴキブリが苦手。それを聞いた石はゴキブリの死骸を新聞に挟むという意地悪を仕掛け、新聞を読んだシゲルの妻は悲鳴を上げるも理由はゴキブリでなく平均寿命が上がったという記事だった（シゲルとシゲルの妻は「年寄りの寿命が延びた、問題だぞ」と戦慄し、二人を物陰から見ていた石は落ち込んだ）。
金曜プレステージ版では淳子と言う名前になっている。

伊知割 トシアキ
石の三男。漫画家。妻とまだ赤ん坊の子供がいる。
漫画家としての腕は確かなもので『週刊ケメコ』や『週刊ミーちゃん』に連載を持っており、トシアキの4コマ漫画を読んだ石は大笑いしている。
順一やシゲルと比べれば石に甘える一面を見せたりと石のことを嫌っている様子は少ないが、それでも順一とシゲルと共に石の押し付け合いをしている。
金曜プレステージ版では名前のみ登場している。
初登場は原稿の締め切りに追われているところに電話が鳴り、原稿の催促の電話で、「オフクロが急病で危篤」と答えたが、電話したのは石で、「バカ、不吉なことで親をダシにつかうな!」と怒鳴り、トシアキも「バカ、子がテンテコマイしてんのにイタズラデンワなんぞかけんな!」と電話を切った。

トシアキの妻
若々しい外見。
石のことをそこまで嫌っている様子はなく、石の方からも直に意地悪を仕掛けられることこそ少ないが「虫が好かない」と評されている。

石の四男
名前は不明。新婚であり、新妻とともに顔を出したが登場は1回のみ。
金曜プレステージ版ではタカシと言う名前で派遣社員をしており、妻もマイコと言う名前にされ、しかも父はまだ自身が石のお腹の中にいる時に死去したために父の事も全然知らないと言う設定になっている。

石の妹
名前は不明。
とある学校の事務長をしており、入試結果発表に不合格者の番号を貼り出して合格と勘違いした当人たちを一転絶望に陥れるなど姉譲りの意地悪。その際、周りの人間から「意地悪ばあさんの妹」ということが語られており、石の知名度が高い様子がうかがえる。
石の亡き夫が出征する際に「君を選べばよかった」と言われたことで、それ以来、生涯独身を貫いているということを語っているが、実際は人に言えない恥ずかしい病気持ちで、それが原因で結婚相手が現れなかったと姉から暴露されている。

石の夫
名前不明。
戦地から復員した後、ほどなくして死去したとみられる（金曜プレステージ版では石がまだ四男を身ごもっている時に死去した）。石曰く、大酒飲みの博打好きで芸者遊びに興じるダメ男で自分は夫が自身の悪さに目覚めるまで非常に苦労したと語っている。しかし、順一と妹は、「意地悪さゆえもらい手が無い石を嫁入りさせるために、石の両親が仲人を説得し、その意地悪な性格を教えられないまま石と結婚することになってしまい、意地悪に泣かされた」と明かしている。
盆の日に、石が夫について、『浮気者の大酒飲みで家で暴れられた』と怒っているとき、順一がお盆だからと宥めている。その頃地獄では、石の夫だけが、この世へ帰らず閻魔大王と将棋をしているというエピソードがある。その際、閻魔大王から『お前だけは盆に娑婆へは帰らんのう』と言われている。また、石は夫の命日になると海苔巻やショートケーキ、バナナなど夫の嫌いだった食べ物をわざわざ仏壇に供えている。

石の両親
名前不明。
石を女学校に通わせ、自宅に書生を住まわせる等、金持ち。だが石の意地悪に悩まされ、結婚すれば落ち着くのではないかと考え、書生と結婚させようとするが、それを察知した書生から逃げられ、止む無く仲人を通して殆ど詐欺まがいな方法で、後の石の夫に石を押し付けている。

石の甥
作中では少なくとも3人の甥が登場しているが、いずれも名前や血縁関係は不明。
1人は「おバアちゃんの血を強く引いている」娘を持つが、登場は1回のみ。別の甥は政治家志望で、参院選に出馬している。また、この2人とは別の甥が雪山へスキーに出かけたことを話題にしているエピソードがある。

石の甥の娘
前述の甥の娘で、石は大おばに当たる。
誘拐された際に甥から「おバアちゃんの血を強く引いている」ことを理由に犯人の方が無事では済まないのではないかと心配された通り、自力で犯人を撃退していた。
甥と同様に登場は1回のみ。

### その他
小川 やえ
伊知割家の近所に住む老婦人で、石にとっては同年代の茶飲み友達だが意地悪の被害に遭うことが多く、縁談をぶち壊しにされたこともある。そのため、石とは絶交と仲直りを繰り返している。

いじわるじいさん
石の悪評を聞きつけて対面した老紳士。イギリスで遭遇した本家とは異なる。
何食わぬ顔をしてカエルを踏み付けるが、石は「子供と動物には寛大」だと反発を見せたところ、そのカエルはおもちゃで「度量を試していた」と明かして石と意気投合する。
漫画での登場は一度きりだったが、フジ版アニメでは何度か登場して石と意地悪比べを繰り広げた。

原田
石が女学生だった頃、実家に住み込んでいた書生。
石は「片思いされていたが、東京帝大の学生から求婚されたのを見て身を引き田舎に帰って行った」かのように語っているが、実際は「行き遅れを心配した石の両親から嫁に押し付けられそうになったので、慌てて田舎に逃げ帰った」と言うのが真相であった。

実在の人物
作中には実在の人物が登場しており、中には石の意地悪の対象になることもある。以下の人物が被害に遭っている。
- 1964年東京オリンピックの記録映画がその内容を巡って議論を呼んでいたときに、偶然喫茶店に居合わせた総監督の市川崑に聞こえるよう石がわざと映画を酷評する作品が掲載された（石は喫茶店に入り市川を見つけるまでは映画を絶賛していた）。
- 婦人参政権不要論を唱えた石川達三と間違えて、松本清張の執筆を妨害した（姉妹社版第6巻54ページ）。
- 作者の長谷川自身も何度か登場。漫画のコマの書きかえができるという作者の特権を利用して自宅の庭で行水をしていた背景を街中に書きかえるなど石にいじわるをしたが、休載が続いた際には反対に石にやりこめられた。編集部に対しても一部を描かずにオチが成立しない漫画を入稿して編集長と担当編集者を悩ませ、結果担当がキレ気味に完成原稿を持って印刷所へ走るという「オチ」の作品もある。

ドラマ版の主人公・波多野タツを演じる青島幸男が登場した回については当該項目の概要を参照。

他作品のキャラクター
イギリスを旅行中に本家の『意地悪爺さん』らしき人物と遭遇したのを始め、何度か他作品（長谷川町子以外の漫画家の作品も含む）のキャラクターが登場したことがある。
- 一度だけサザエさん一家と共演したことがある。石が水筒を崖から落っことしてしまった時、波平が「まんざら知らない顔ではない」と水筒の飲み物を分けてくれる役回りで登場。しかし、石は「不潔だから」と理由を付けて水筒の中身でコップを何回もゆすいでは中身を減らすという意地悪をやった。これとは別に、長谷川町子美術館の館内限定で販売されている絵葉書セットではサザエさん一家を前に石が歌声を披露しているイラストが1点ある。
- 石が歯科医院で入れ歯を試着した際に、間違って谷岡ヤスジ用の出っ歯を取り付けられたことがある。
- 「幼い孫のいる男性」との見合い話を持ちかけられ、一度会ってみようかと乗り気になるがその男性は横山隆一の『フクちゃん』に登場する祖父だった。『フクちゃん』は毎日新聞での連載が終盤を迎えていた時期で、完結に際して最終話を描いたペンが横山から長谷川町子に贈呈されたと言うエピソードがある。

## 単行本
最初の単行本は1966年から1972年にかけて、姉妹社から全6巻が発売された。第1巻の発刊時に初めて『いじわるばあさん』と平仮名の表記が使用されている。1993年に姉妹社が解散した際に他の長谷川町子作品の単行本は多くが絶版となったが、本作と『よりぬきサザエさん』全13巻は財団法人長谷川町子美術館が当面引き継いで刊行する方針が表明され、朝日新聞社が新たに発行を引き受けるまで館内限定で販売されていた。
その後、1995年11月に『サザエさん』と同じく朝日新聞社より朝日文庫全4巻が出版された。ただし、文庫版では作品の一部が裏表紙に書かれているなど姉妹社版とは内容・配列に異同がある。1998年には、朝日新聞社刊の長谷川町子全集第24巻・25巻にも採録された。文庫・全集版とも朝日新聞社の出版部門を分社して2008年に発足した朝日新聞出版から刊行が継続されており、同社では2013年から2014年にかけて姉妹社版を復刻した全6巻の単行本も発売している。なお、朝日版では文庫・全集・復刻版とも姉妹社初版4巻56ページの「アフリカ探検」と6巻38ページの「甥を撮る」の2編は集録されていないほか、巻末には「現代からすれば不適切な表現が含まれますが、作品のオリジナリティーを尊重してそのまま収録しております」との断り書きが書かれている。
姉妹社・朝日新聞出版の3巻と文庫版2巻、全集版1巻の巻末には『いじわる.タンペン』として『いじわる看護婦』『いじわるクッキー』『まんが幸福論』の3作品が掲載されている。このうち『いじわる看護婦』と『いじわるクッキー』は『意地悪ばあさん』と同じく月曜ドラマランドで実写化された。

### 姉妹社版・復刻版
B6判。朝日新聞出版から刊行された復刻版では初出時のカラー・2色刷原稿が復元されているのを始め、大半が単行本未収録であった『いじわるばあさん 意地悪クイズ』や作者の手による「自選いじわるばあさん」などのページが追加されている。函入りの全巻セットも発売。
| 巻数 | 姉妹社（初版） | 姉妹社（初版）     | 朝日新聞出版（復刻版） | 朝日新聞出版（復刻版） | 朝日新聞出版（復刻版）                         |
| 巻数 | 初版発行日     | ISBN               | 初版発行日             | ISBN                   | 備考                                           |
| ---- | -------------- | ------------------ | ---------------------- | ---------------------- | ---------------------------------------------- |
| 1    | 1966年12月     | ISBN 4-7844-2001-0 | 2013年12月6日          | ISBN 978-4-02-258931-6 | 『サンデー毎日』初出時のカラー原稿を復元       |
| 2    | 1967年7月      | ISBN 4-7844-2002-9 | 2013年12月6日          | ISBN 978-4-02-258932-3 | 『いじわるばあさんの意地悪クイズ』付属         |
| 3    | 1968年3月      | ISBN 4-7844-2003-7 | 2014年1月4日           | ISBN 978-4-02-258933-0 | 『いじわる.タンペン』は初出時の2色刷原稿を復元 |
| 4    | 1969年4月      | ISBN 4-7844-2004-5 | 2014年1月4日           | ISBN 978-4-02-258934-7 | 『自選 意地悪ばあさん』（2色刷）収録           |
| 5    | 1970年7月      | ISBN 4-7844-200-53 | 2014年2月7日           | ISBN 978-4-02-258935-4 | 『自選 意地悪ばあさん』（2色刷）収録           |
| 6    | 1972年2月      | ISBN 4-7844-2006-1 | 2014年2月7日           | ISBN 978-4-02-258936-1 | 『サンデー毎日』掲載時のタイトルロゴ集を収録   |

### 朝日新聞社刊
文庫・全集とも2008年以降は朝日新聞出版が刊行を引き継いでいる。
朝日文庫版
全巻とも1995年11月1日発行。
1. ISBN 4-02-260996-6
2. ISBN 4-02-260997-4
3. ISBN 4-02-260998-2
4. ISBN 4-02-26099-90

長谷川町子全集
第24巻・25巻所収。四六判、函入り。
1. 1998年3月24日初版 ISBN 4-02-257094-6
2. 1998年4月22日初版 ISBN 4-02-257095-4

### 対訳 よりぬきいじわるばあさん
講談社インターナショナルから発売された英語版『Granny Mischief』の日本語対訳。英訳はジュールス・ヤング、ドミニック・ヤング。
1. 2001年11月16日初版 ISBN 4-7700-2614-5
2. 2002年03月08日初版 ISBN 4-7700-2615-3
3. 2002年05月17日初版 ISBN 4-7700-2616-1

### いじわるばあさんかるた
『いじわるばあさんかるた』は、数少ないキャラクターグッズとして姉妹社から1976年に発売されたかるた。姉妹品の『サザエさんかるた』シリーズ（全3組）に比べて札のサイズが大きくなっている。
長らく絶版で入手困難となっていたが、コラムニストのブルボン小林が気に入って2012年3月20日放送のTBSラジオ『小島慶子 キラ☆キラ』で紹介したことから評判となり、2014年に赤ちゃんとママ社から復刻版が発売された。
- 2014年10月25日発売（復刻版） ISBN 978-4-87014-102-5

長谷川町子美術館監修による『いじわるばあさん手引き書』付属。

## テレビドラマ
本作を基にしたテレビドラマは合計4本製作されている。
1. 1967年 - 1968年によみうりテレビ（ytv）製作・日本テレビ系列で放送。主演は青島幸男→古今亭志ん馬（8代目） → 高松しげお、役名は「波多野タツ」。
2. 1971年にフジテレビで放送。主演は藤村有弘。役名は「ツヨ」。
3. 1981年 - 1982年にフジテレビで放送。主演は青島幸男、役名は「波多野たつ」。レギュラー放送終了後も月曜ドラマランド枠などでスペシャル版が作られた。
4. 2009年 - 2011年にフジテレビ『金曜プレステージ』でスペシャルドラマとして3作放送。主演は市原悦子、役名は「伊知割イシ」。

上記のうち、1.と3.は意地悪ばあさん (テレビドラマ)を参照のこと。

### 1971年版
藤村有弘主演版のドラマ『いじわるばあさん』は、フジテレビ系で1971年10月12日から12月28日まで毎週火曜日21時00分〜21時30分に放送された。
本作は他のドラマ版と違い、芸術座からの公開録画となっている。主演の藤村は本作以前に同じ長谷川町子原作のドラマ『エプロンおばさん』の日本テレビ版で、主人公の敷金なしを演じていた。主人公の名前こそ異なるが長男夫婦の名前は原作と同じで、設定上は読売テレビ版よりもやや原作に近くなっている。
ytv版の完結から2年振りの登場で、フジテレビ製作としては第1作となるが同日放送の『ゲバゲバ一座のちょんまげ90分!』（日本テレビ系。枠は20時 - 21時26分）に人気を取られたためytv版ほどヒットせず、3か月で終了した。本作を最後にフジテレビ火曜21時枠のドラマは長期の中断に入り（30分ドラマは終了）、次にこの枠でドラマが放送されるのは25年後、いわゆる「火9」の第1作となった1996年4月16日開始の『みにくいアヒルの子』からである。
レギュラーの中には後年、アニメ版『キャプテン』（日本テレビ系）で主演した和栗正明（子役）がいた。

#### キャスト（1971年版）
- ツヨ - 藤村有弘
- 順一 - 藤木悠
- ミチ子 - 野添ひとみ
- 津川雅彦
- 砂川啓介
- 和栗正明

#### サブタイトル（1971年版）
| 回 | 放送日          | サブタイトル          | ゲスト                         |
| -- | --------------- | --------------------- | ------------------------------ |
| 1  | 1971年 10月12日 | アタシ出て行きます!   |                                |
| 2  | 10月19日        | 忘れるなんて!!        |                                |
| 3  | 10月26日        | 押売りさんコンニチワ! | 藤村俊二                       |
| 4  | 11月2日         | アイシテル～          |                                |
| 5  | 11月9日         | 飛び込んだカモ        |                                |
| 6  | 11月16日        | ブルーバースデー      | はしだのりひこ                 |
| 7  | 11月23日        | イジワル定休日        |                                |
| 8  | 11月30日        | 富士山の病気          |                                |
| 9  | 12月7日         | 老いては恋にしたがえ! |                                |
| 10 | 12月14日        | そなえあれば          | はしだのりひことクライマックス |
| 11 | 12月21日        | 危険なカンケイ        | 石井均                         |
| 12 | 12月28日        | いじわる戦線異状あり  |                                |

#### ネット局 (1971年版)
特記の無い限り全て放送時間は火曜 21:00 - 21:30、同時ネット。
- フジテレビ（制作局）
- 札幌テレビ[13]
- 秋田テレビ[14]
- 山形テレビ[15]
- 仙台放送[16]
- 新潟総合テレビ：日曜 18:00 - 18:30[17]
- 富山テレビ[18]
- 石川テレビ[18]
- 長野放送[19]
- テレビ静岡[20]
- 東海テレビ[21]
- 関西テレビ[22]
- 島根放送[23]
- 岡山放送[24]
- 広島テレビ[24]
- テレビ愛媛[25]
- テレビ西日本[26]
- サガテレビ[26]
- テレビ長崎：水曜 18:00 - 18:30（2か月ほど遅れ）[27]
- テレビ熊本[26]
- テレビ大分[25]
- テレビ宮崎[28]
- 鹿児島テレビ[28]
- 沖縄テレビ[29]

| フジテレビ系 火曜21時台前半枠（当番組のみドラマ）                                            | フジテレビ系 火曜21時台前半枠（当番組のみドラマ） | フジテレビ系 火曜21時台前半枠（当番組のみドラマ） |
| 前番組                                                                                       | 番組名                                            | 次番組                                            |
| -------------------------------------------------------------------------------------------- | ------------------------------------------------- | ------------------------------------------------- |
| 火曜ワイドスペシャル （第1期） （20:00 - 21:26）待ッテマシタ! （21:26 - 21:30） ※20:56へ移動 | いじわるばあさん （ドラマ第2作）                  | 歌謡スタジオ大作戦                                |

### 金曜プレステージ版
市原悦子主演版のドラマ『いじわるばあさん』は、2009年から2011年にかけてフジテレビ系の「金曜プレステージ」枠で3作が放送された。1999年に青島幸男主演の最終作『意地悪ばあさんリターンズ』が放送されたのを最後に実写ドラマ・アニメなどの映像化はされていなかったが、10年ぶりの復活となる。
本作以前の映像化作品ではドラマ・アニメを問わず全て男性の俳優もしくは声優が主演していたので、市原は「いじわるばあさん」を演じた史上初めての女優になる。複数話のオムニバス構成であり、オープニングや話のつなぎではドラマ用に新規作成された『いじわるばあさん』のアニメーションが挿入され、杉並児童合唱団が歌うフジテレビの1981年版主題歌「意地悪ばあさんのテーマ」の行進曲風アレンジが挿入歌として使用された。
金曜プレステージ版では、少子高齢化社会や振り込め詐欺などの製作時を反映した社会問題を取り入れるなど、コメディだけでなく社会派ドラマの要素が盛り込まれている。
また、同作のコラボレーションには、「どこでもいっしょ」のトロ、クロ、ピエール、リッキー、ジュン、スズキがキャラクターで扮した登場人物が3回で登場している。

#### スタッフ（金曜プレステージ）
- 原作 - 長谷川町子
- 企画 - 熊谷剛、松崎容子
- プロデュース - 赤司学文、石川好弘
- 音楽 - 宮本一
- 選曲 - 山川繁
- 技術協力 - 千代田ビデオ
- 編集・MA - 3one
- 製作 - フジテレビ、オセロット

#### キャスト（金曜プレステージ）
- 伊知割 イシ - 市原悦子
- 伊知割 順一（長男） - 内藤剛志
- 伊知割 ミチコ（順一の妻） - 宮崎美子(#1,#3)、手塚理美(#2)
- 伊知割 茂（次男） - 小日向文世（#1）、西村雅彦（#2,#3）
- 伊知割 淳子（茂の妻） - 石井めぐみ
- 伊知割 タカシ（四男） - 荒川良々
- 伊知割 マイコ（タカシの妻） - 井上和香
- 伊知割 マコト（順一の長男） - 三浦圭祐
- 伊知割 サナエ（順一の長女） - 伊藤梨沙子
- 伊知割 ツトム（順一の次男） - 齋藤隆成

（三男のトシアキは第3話で名前のみ登場し、四男のタカシは派遣社員をしている設定になっている）

#### いじわるばあさん（パート1）
2009年1月9日放映。視聴率13.6%。
サブタイトル・客演
- 第1話「意地悪は愛の始まり」脚本：竹山洋、演出：堀川とんこう

中村 哲夫 - 蟹江敬三
- 第2話「気をつけろ若造　お前の親はどこに居る」脚本：樫田正剛、演出：鶴巻日出雄

渡久保 ミヤ - 三條美紀
ミヤの息子 - 小林正寛
ミヤの息子の妻 - 若林志穂
- 第3話「子育てに使った時間 人生のムダ遣い」脚本：鎌田敏夫、演出：吉川一義

吉村 秀樹 - 石橋蓮司
坂下 松代 - あめくみちこ
やきとり屋 - 石井愃一

#### いじわるばあさん2
2010年4月23日放映。視聴率13.3%。
サブタイトル・客演
- 第1話「オレオレ詐欺をかもにしてやる」脚本：鎌田敏夫、演出：鶴巻日出雄

オレオレ詐欺チーム - 渡辺いっけい、佐藤せつじ、沢井正棋、久保耐吉
石塚 恒子 - 野際陽子
- 第2話「意地悪できるのが幸せなのさ」脚本：竹山洋、演出：堀川とんこう

山村 元次郎 - 神山繁
青木 富也 - 蟹江一平
佐伯 登 / 登の息子（2役） - 筒井巧
山村 洋子 - 川俣しのぶ

#### いじわるばあさん3
2011年1月28日放映。視聴率15.6%。
サブタイトル・客演
- 第1話「親不孝は親を鍛える」 脚本：鎌田敏夫、演出：鶴巻日出雄

尚子 - 八千草薫
不動産屋幹部 - 佐藤B作、渡辺哲
不動産屋手下 - 石井洋祐、遠山俊也、清田智彦
タクシーの運転手 - 志賀圭二郎
消防士 - 井上智之
- 第2話「こんにちはモンスター」 脚本：井上由美子、演出：堀川とんこう

大槻 治子 - 高畑淳子
大槻 さやか - 小山侑紀
ツトムの学校の校長 - 中丸新将
愛犬と散歩中のマダム - 大島蓉子
順一の会社に怒鳴り込む母親 - 三輝みきこ
藤枝 多佳子(ツトムの担任) - 勝島之恵
公園での母親 - ひがし由貴
治子側の弁護士 - 山本卓也

#### どこでもいっしょによるコラボレーションキャスト
伊知割 イシ - 井上トロ
伊知割 順一 - クロ
伊知割 ミチコ - R・スズキ
伊知割 マコト - 山本ピエール
伊知割 サナエ - 三原ジュン
伊知割 ツトム - リッキー
| フジテレビ系列 金曜プレステージ                                        | フジテレビ系列 金曜プレステージ     | フジテレビ系列 金曜プレステージ                                                                     |
| 前番組                                                                 | 番組名                              | 次番組                                                                                              |
| ---------------------------------------------------------------------- | ----------------------------------- | --------------------------------------------------------------------------------------------------- |
| さんまの笑顔映像グランプリ ※21:00 - 22:52 （2008年12月19日）           | いじわるばあさん （2009年1月9日）   | これが日本の大家族! 勘三郎感動密着413日 涙と笑いの親子愛スペシャル ※19:57 - 21:49 （2009年1月23日） |
| さんま&くりぃむの 第5回芸能界(秘) 個人情報グランプリ （2010年4月16日） | いじわるばあさん2 （2010年4月23日） | 浅見光彦シリーズ第三十七弾 長崎殺人事件 （2010年4月30日）                                           |
| 浅見光彦シリーズ39 遺骨 （2011年1月14日）                              | いじわるばあさん3 （2011年1月28日） | 検事・霞夕子 森を歩く死体 （2011年2月4日）                                                          |

## テレビアニメ
これまでに2回アニメ化されている。タイトルはいずれも原作単行本と同じ『いじわるばあさん』だが、両作品に製作スタッフ・キャストの面で繋がりは無い。
1. 1970年 - 1971年によみうりテレビ（ytv）・ナックの制作で日本テレビ系列放送。全40回（38回または39回とする説もあり）。
2. 1996年 - 1997年にエイケンの制作でフジテレビ系列放送。全46回。

### 読売テレビ版
『いじわるばあさん』のアニメ第1作は、ドラマ第1作と同じよみうりテレビ（ytv）製作で1970年10月3日から1971年8月18日まで放送された。全39話。放送時間（JST）は、開始当初は土曜19時30分 - 20時00分だったが、1971年4月以降は水曜19時30分 - 19時56分となった。製作局はytvだが、日本テレビ系列において土曜19時30分枠でytv製作番組が放送された事例は他に無く、水曜19時30分枠に関しては39年後の2010年1月から3月まで水曜19:00 - 19:56に放送されたytv版『SUPER SURPRISE』のみとなっている。
ナックが製作した初のテレビアニメである。同じくytv製作だった1967年版ドラマで3代目の波多野タツを演じた高松しげおが「原野タツ」の役名で主演している。そして、1967年版では、波多野平四郎と波多野良子をそれぞれ演じた佐藤英夫と姫ゆり子は準レギュラーとして「原野平四郎」と「原野良子」役で出演している。各話のサブタイトルクレジット部はサブタイトルを読み上げずに、タツがその回のエピソードに関する話題を述べるという他のアニメではあまり見られない独特の手法が採られている。原作のラッシーに相当するキャラクターとして、ばあさんの相棒的な犬の「ペケ」が登場する。
最終回の翌週はプロ野球中継だったが（その事に関しては後述）、当時の新聞のテレビ欄では雨傘番組として「いじわるばあさん」と記載されている。未放映の回の放送または放送済の回の再放送の予定だったのかは不明。
関東地区では、終了後に日本テレビの夕方枠で何度か再放送されたが、1970年代後半以降は全く再放送されず、映像ソフトも一切発売されていない。ただし、ytvの開局50年を記念して関係者に配布された『読売テレビ50年社史』付属のDVDには、第1話（タツがゴルフに行った回）の一部が収録されている。
2010年11月に日本テレビ系『DON!』番組内「きょうは何の日」のコーナーで「長谷川町子美術館がオープンした日」が特集された際、本作の映像の一部が流された。

#### キャスト（ytv版アニメ）
- 高松しげお - 原野タツ
- 佐藤英夫 - 原野平四郎
- 姫ゆり子 - 原野良子
- 肝付兼太
- 兼本新吾
- 水鳥鉄夫
- 加茂喜久
- 野沢雅子
- 沢田和子
- 富山敬
- 麻生みつ子
- 山口奈々
- 兼本新吾
- 菅谷政子
- 和田啓
- 田の中勇
- キャスティング協力：青二プロダクション

ほか

#### スタッフ（ytv版アニメ）
- 原作 - 長谷川町子
- プロデューサー - 増田謙次
- 制作担当 - 小暮一人
- 脚本 - 吉田喜昭・吉田進・鈴木良武・岡本欣三・青野暉・柳下長太郎・伊東恒久・雨宮雄児
- 作画 - 林静一・富永貞久
- 美術 - 加藤清・西条久美子・川本征平・工藤剛一
- 音楽 - 小山恭弘
- 演出 - 青野暉・武田晴道・杉山省一
- 制作 - ナック
- 製作 - よみうりテレビ・テアトルプロ

#### 主題歌
オープニング「いじわるマーチ」
作詞 - 滝田順 / 作曲 - JOSEPH LIEBMAN / 歌 - サトー・ベベ
1967年のytv版テレビドラマ主題歌「意地悪ばあさんのうた」の旋律を転用して歌詞を全面変更・改題した。
エンディング「さすらいのいじわるゲリラ」
作詞・作曲 - 南雲修治 / 歌 - サトー・ベベ
レコード（フィリップス FS-1158）が発売されており、後年発売されたアニメソングのコンピレーション・アルバムでも何度か収録されているがCD化は実現しておらず、バップが日本テレビ開局60周年および読売テレビ開局55周年記念盤として発売した『日テレ60&YTV55 アニメソング アルティメットBOX I -昭和篇-』（VPCG-84952）へも収録されなかった。

#### 各話リスト（ytv版アニメ）
二本立てで放送。
| 話数 | 1本目サブタイトル        | 2本目サブタイトル            | 放送日         |
| ---- | ------------------------ | ---------------------------- | -------------- |
| 1    | 女の敵はゴルフ           | ペケの初恋                   | 1970年 10月3日 |
| 2    | 有名になりたい           | イジワル免許証               | 10月10日       |
| 3    | 嫁が病気だ               | ペケは名犬                   | 10月17日       |
| 4    | ドロボー降参             | 人助けはいいことだ           | 10月24日       |
| 5    | 院長は楽じゃない         | 誰が帰るもんか               | 10月31日       |
| 6    | 犬も歩けば               | 私もデートが大好き           | 11月7日        |
| 7    | 濡れ衣は晴らすぞ         | 町内揃ってノイローゼ         | 11月14日       |
| 8    | 家なんか建てさせないよ   | 息子の土産が欲しい           | 11月21日       |
| 9    | 家出もまた楽し           | 誘拐ギャング親孝行           | 11月28日       |
| 10   | お喋りにチャック         | ボーナス闘争                 | 12月5日        |
| 11   | ハワイ旅行               | 最後の妙薬はこれだ           | 12月12日       |
| 12   | ボーイフレンド           | 過ぎたるは及ばざるが如し     | 12月19日       |
| 13   | ただまる儲け             | ペケのドラ猫退治             | 12月26日       |
| 14   | 今年もお騒がせします     | ギャング王カポネ             | 1971年 1月2日  |
| 15   | 意地悪は情無用           | ヒッピー芸術家への道         | 1月9日         |
| 16   | 宇宙飛行士になりたい     | 家庭教師は救いの神           | 1月16日        |
| 17   | 成金野郎をやっつけろ     | 禁酒禁煙大騒動               | 1月23日        |
| 18   | お誕生日おめでとう       | ボロは着てても心は錦         | 1月30日        |
| 19   | これがいじわるだ         | いじわる戦争                 | 2月6日         |
| 20   | 空き巣に御用心           | ようこそ社長さま             | 2月13日        |
| 21   | 意地悪はむずかしい       | お巡りさんスキスキ           | 2月20日        |
| 22   | 可愛い子にはスパルタで   | 長生きの秘密                 | 2月27日        |
| 23   | 気楽なもんです           | 負けてたまるか               | 3月6日         |
| 24   | ペケが猫になった         | ドロボーなんかに負けないで   | 3月13日        |
| 25   | 大混乱                   | やっぱり孤独がいいわ         | 3月20日        |
| 26   | パリはステキだね         | へんなアルバイト             | 3月27日        |
| 27   | 赤ちゃん騒動             | ホスピタルをぶっつぶせ       | 4月7日         |
| 28   | 意気地なしは死んじゃいな | 押しても駄目ならハガしてみな | 4月14日        |
| 29   | 教育ママゴン退治だよ     | 暴力タクシーをこらしめろ!    | 4月28日        |
| 30   | エキストラはつらいよ     | 意外なご対面                 | 5月19日        |
| 31   | ワンちゃん解放           | みどりのバーさん             | 5月26日        |
| 32   | 遊園地がダーイ好き       | 美人はこうしてつくられる     | 6月16日        |
| 33   | 天下の名探偵             | はれんち合戦                 | 6月30日        |
| 34   | 人生相談ですよ           | トップスターはつらいよ       | 7月7日         |
| 35   | ペケの大サーカス         | デパートはメッタメタ         | 7月14日        |
| 36   | 婆さんの意地だよ!        | わが家はマンション           | 7月28日        |
| 37   | パートタイマー           | 史上最低の対決               | 8月4日         |
| 38   | 困っている人を助けよう   | ああダムに嘆く意地悪魂       | 8月18日        |
| 39   | バッチリ社員教育         | （不明）                     | 未放送         |

水曜時代の1971年4月以降は中断が多くなっていたが、これはプロ野球中継のため。当時のプロ野球放送枠は20:00 - 21:26だったが、日本テレビは前年の1970年より水曜のプロ野球中継を19:00 - 21:26と2時間半に拡大していた。しかし次番組『新・オバケのQ太郎』のヒットにより、翌1972年より元の20:00 - 21:26枠に戻した。

#### 放送局（ytv版アニメ）
- 読売テレビ（製作局）
- 札幌テレビ：土曜 19:30 - 20:00（1970年10月3日 - 1971年3月27日）[31] → （中断） → 火曜 19:30 - 20:00（1972年1月4日 - 3月21日）[32]
- 青森放送：土曜 19:30 - 20:00（1971年1月時点）[33]
- テレビ岩手：土曜 19:30 - 20:00（1971年1月時点）[33]
- 秋田放送：土曜 19:30 - 20:00（1971年1月時点）[33]
- 山形放送：土曜 19:30 - 20:00（1971年1月時点）[33]
- 宮城テレビ：土曜 19:30 - 20:00（1971年1月時点）[33]
- 福島テレビ：金曜 18:00 - 18:30[34]
- 日本テレビ：土曜 19:30 - 20:00 → 水曜 19:30 - 19:56
- 北日本放送：土曜 19:30 - 20:00 → 水曜 19:30 - 19:56[35]
- 福井放送：土曜 19:30 - 20:00 → 水曜 19:30 - 19:56[35]
- 名古屋テレビ:土曜19:30-20:00(1話ー26話)→中京テレビ:土曜19:00-19:30(27話ー36話)→日曜10:30-11:00(37-40話)
- 山梨放送：土曜19:30-20:00
- 山口放送：土曜19:30-20:00
- 日本海テレビ:土曜19:30-20:00
- 四国放送：土曜19:30-20:00
- 西日本放送：土曜19:30-20:00
- 南海放送：土曜19:30-20:00
- 高知放送：土曜19:30-20:00
- 福岡放送：土曜19:30-20:00
- テレビ大分土曜19:30-20:00

| 日本テレビ系 土曜19時後半枠（当番組のみytv.制作、当番組よりアニメ）   | 日本テレビ系 土曜19時後半枠（当番組のみytv.制作、当番組よりアニメ） | 日本テレビ系 土曜19時後半枠（当番組のみytv.制作、当番組よりアニメ） |
| 前番組                                                                | 番組名                                                              | 次番組                                                              |
| --------------------------------------------------------------------- | ------------------------------------------------------------------- | ------------------------------------------------------------------- |
| なんでもやりまショー（リメイク版） ※19:30 - 20:30                     | いじわるばあさん （アニメ第1作） （1970年10月3日 - 1971年3月27日）  | アニメンタリー 決断                                                 |
| 日本テレビ系 水曜19時台後半枠（当番組のみytv.制作、当番組よりアニメ） |                                                                     |                                                                     |
| スターへばく進!! ※19:00 - 19:56                                       | いじわるばあさん （アニメ第1作） （1971年4月7日 - 1971年8月18日）   | 新・オバケのQ太郎 ※19:30 - 20:00                                    |

### フジテレビ版
『いじわるばあさん』のアニメ第2作は1996年4月19日から1997年6月13日まで、フジテレビ系列で放送された。全46話。
放送時間（JST）は当初、金曜19時00分 - 19時29分であったが、テレビ朝日『ドラえもん』の裏と言うこともあり視聴率が伸びず、1996年8月から関東広域圏のみのローカル枠となる金曜日17時30分 - 18時に移行し、ほとんどの地域では、7月19日放送の第9話で終了した。当初は、7月26日にもナイター中継「阪神対巨人」戦の雨傘番組として放送が予定されており、同時ネットで放送された福島テレビの番組欄でも、7月26日に最終回マークがついているが、予定通りに試合が開催されたため7月19日放送分で終了した。第38話からは『FNNニュース555 ザ・ヒューマン』スタートに伴い金曜日17時25分 - 17時55分と放送開始が5分早くなった。
主人公の名前はytv版アニメと異なり、原作に準じて伊知割 イシとなっている。性格は原作に比べるとかなりマイルドになっており、町内会の高齢者を引き連れて一緒に意地悪を行う回、今どきの女子高生と意気投合する回、手術を怖がる子供のために町の人に100回意地悪を行う回など、人間関係が良好に描かれるエピソードも散見された。
番組ラストのフォーマットは、金曜19時台はストーリー直後に「いじわるクイズ」の問題を出した後にCM→エンディング→予告→「いじわるクイズ」の答だったが、金曜17時台移動後は予告の直前に出題されるようになった。これに伴い、予告の締めゼリフも「次回も見ないと、いじわるしちゃうぞ!」から「次も見ないと、いじわるするよ!」に変更された。この「いじわるクイズ」は、ある物のシルエットを映して、それが何かを当てる物だが、答を発表する時は必ずシルエットが天地逆になって、予想と違う物になるというパターンだった。
ytv版と異なり再放送の実績は地上波・衛星放送を問わず皆無である。また『サザエさん』やytv版アニメと同様に映像ソフト化はされておらず、東映ビデオ発売の『エイケンTVアニメ主題歌大全集』（VHS、LD、DVD）にも未収録となっている。

#### キャスト（フジ版アニメ）
- 伊知割 イシ - 野沢那智
- 伊知割 順一 - 麦人
- 伊知割 ミチコ - 小宮和枝
- 伊知割 マコト - 真殿光昭
- 伊知割 サナエ - 岡村明美
- 伊知割 ツトム - 渡辺久美子

ほか

#### スタッフ（フジ版アニメ）
- 原作 - 長谷川町子
  - コピーライト：（財）長谷川町子美術館
- 企画- 久保田榮一
- プロデューサー - 鈴木吉弘→小川泰（フジテレビ）・渡辺米彦（エイケン）
- キャラクターデザイン - 高橋信也
- 美術監督 - 長尾仁
- 撮影監督 - 大貫昌男
- 音楽 - 和田薫
- 録音演出 - 伊達康将
- 制作担当 - 一色弘安
- 制作デスク - 羽生田貴志
- 監督 - 森田浩光
- 音響制作 - 東北新社
- 効果 - 倉橋静男
- 選曲 - 合田豊
- 制作協力 - メルヘン社
- 制作 - フジテレビ・エイケン

#### 主題歌
オープニング「いじわるばあさん」
作詞・作曲 - 森雪之丞 / 編曲・歌 - 王様 / レーベル - ファンハウス
スラップスティックが歌唱していた1981年のフジテレビ版主題歌「意地悪ばあさんのテーマ」を、王様がカバーしたものが起用された。ただし、歌詞は「ローラースケート」を「ローラーブレード」にするなど、1996年当時の時流に合わせる理由で一部変更されている。曲名もタイトルチューンで「いじわるばあさん」とされており、森がかつて作詞を手掛けた「炎のキン肉マン」に似た独自の歌詞も追加されている。
エンディング「裸の王様グルグル」
作詞・作曲・編曲・歌 - 王様 / レーベル - ファンハウス
王様のオリジナル曲『裸の王様グルグル』（FHDH-1550）で、オープニングはこのシングルCDのカップリング曲として収録されている。劇伴の作曲は和田薫で、ファンハウス（その後のBMG JAPANを経て現在のソニー・ミュージックレーベルズ アリオラジャパンレーベル）から主題歌の他に『いじわるばあさん オリジナル・サウンド・トラック』（FHCF-2296）が発売された。
同じ長谷川町子原作・エイケン制作のアニメ版『サザエさん』のOP映像とED映像では、歌詞テロップが一切表示されないが、本作のオープニングとエンディングでは歌詞が表示されていた。

#### 放映リスト
2本立てで放送。
| 回 | サブタイトル               | 脚本       | 絵コンテ     | 演出         | 作画監督   | 放映日         |
| -- | -------------------------- | ---------- | ------------ | ------------ | ---------- | -------------- |
| 1  | わたしゃ死んじゃった!      | 村山修     | 小華和ためお | 小華和ためお | 柳瀬譲二   | 1996年 4月19日 |
| 1  | 10年早いぞ!                | 村山修     | 森田浩光     | 森田浩光     | 松崎一     | 1996年 4月19日 |
| 2  | 盗られてたまるか!          | 村山修     | 岩崎慶       | 渡辺健一郎   | 小林勝利   | 4月26日        |
| 2  | お楽しみ?地獄温泉          | 池田眞美子 | 笠山葉一     | 笠山葉一     | 朝倉隆     | 4月26日        |
| 3  | わたしゃ胸キュン!          | 池田眞美子 | 江上潔       | 栗本宏志     | 平岡正幸   | 5月3日         |
| 3  | は～い! 裸になって         | 井上敏樹   | 谷田部勝義   | 山崎友正     | 前田康成   | 5月3日         |
| 4  | ちゃっかり稼げ!            | 池田眞美子 | 波多正美     | 鈴木卓夫     | 本木久年   | 5月17日        |
| 4  | 私しゃおじゃま虫           | 村山修     | 腰繁男       | 腰繁男       | 小林勝利   | 5月17日        |
| 5  | 嫌われたくない!            | 池田眞美子 | 小華和ためお | 小華和ためお | 本木久年   | 6月7日         |
| 5  | 物騒な世の中じゃ           | 北上佳菜   | 高野カリン   | 鈴木卓夫     | 今野博司   | 6月7日         |
| 6  | パァッとやりましょ         | 池上太郎   | 野間吐史     | 野間吐史     | 柳瀬譲二   | 6月14日        |
| 6  | たのめば地獄!?             | 北上佳菜   | 大庭秀昭     | 栗本宏志     | 平岡正幸   | 6月14日        |
| 7  | 今夜は最低!                | 辻真先     | 小華和ためお | 小華和ためお | 松崎はじめ | 6月21日        |
| 7  | イシの上にも3年            | 池田眞美子 | 波多正美     | 山崎友正     | 朝倉隆     | 6月21日        |
| 8  | 恋のしかけ人!              | 池田眞美子 | 小華和ためお | 小華和ためお | 本木久年   | 6月28日        |
| 8  | わしよりウワテ?            | 北上佳菜   | 谷田部勝義   | 鈴木卓夫     | 前田康成   | 6月28日        |
| 9  | 私しゃお助けマン           | 北上佳菜   | 腰繁男       | 大町繁       | 小林勝利   | 7月19日        |
| 9  | 我慢じゃガマン!            | 山田隆司   | 笠山葉一     | 笠山葉一     | 今野博司   | 7月19日        |
| 10 | おたから鑑定団             | 村山修     | 江上潔       | 栗本宏志     | 平岡正幸   | 8月2日         |
| 10 | 泥んこダイエット           | 池田眞美子 | 波多正美     | 山崎友正     | 柳瀬譲二   | 8月2日         |
| 11 | しっかりせんかい!          | 山田隆司   | 小華和ためお | 小華和ためお | 松崎はじめ | 8月9日         |
| 11 | 鍵はどこかな～?            | 高屋敷英夫 | 森田浩光     | 森田浩光     | 朝倉隆     | 8月9日         |
| 12 | 外人さんいらっしゃい       | 山田隆司   | 鈴木卓夫     | 鈴木卓夫     | 前田康成   | 8月16日        |
| 12 | 迷犬ラッシー!?             | 井上敏樹   | 腰繁男       | 腰繁男       | 小林勝利   | 8月16日        |
| 13 | 社長がなんじゃい!          | 山田隆司   | 野間吐史     | 野間吐史     | 本木久年   | 8月23日        |
| 13 | 爆発寸前3秒前!             | 池田眞美子 | 栗本宏志     | 栗本宏志     | 平岡正幸   | 8月23日        |
| 14 | 学校にゆうれいが!?         | 池田眞美子 | 野間吐史     | 野間吐史     | 今野博司   | 9月6日         |
| 14 | 浮気は許さんぞ!            | 北上佳菜   | 野田作樹     | 山崎友正     | 本木久年   | 9月6日         |
| 15 | 敬老会をぶっ飛ばせ         | 山田隆司   | 森田浩光     | 山崎友正     | 朝倉隆     | 9月13日        |
| 15 | SOSはウソ八百              | 雪室俊一   | 鈴木卓夫     | 鈴木卓夫     | 前田康成   | 9月13日        |
| 16 | めざせ!1日100回?           | 山田隆司   | 腰繁男       | 腰繁男       | 小林勝利   | 9月20日        |
| 16 | 対決ジジ・ババ!            | 北上佳菜   | 小華和ためお | 小華和ためお | 松崎はじめ | 9月20日        |
| 17 | 家庭訪問(珍)騒動           | 山田隆司   | 小華和ためお | 小華和ためお | 前田康成   | 9月27日        |
| 17 | 食うか食われるか           | 池田眞美子 | 石崎すすむ   | 石崎すすむ   | 朝倉隆     | 9月27日        |
| 18 | 私の意地悪グッズ           | 池田眞美子 | 森田浩光     | 森田浩光     | 本木久年   | 10月25日       |
| 18 | わたしゃ狙われている!?     | 山田隆司   | 小華和ためお | 小華和ためお | 本木久年   | 10月25日       |
| 19 | 恐怖のフライデー           | 雪室俊一   | 森田浩光     | 森田浩光     | 本木久年   | 11月1日        |
| 19 | 史上最悪の1日?             | 山田隆司   | 小華和ためお | 小華和ためお | 本木久年   | 11月1日        |
| 20 | ラッシーの家出             | 山田隆司   | 野間吐史     | 野間吐史     | 前田康成   | 11月8日        |
| 20 | お婆ちゃんはチョモログー   | 山田隆司   | 鈴木卓夫     | 鈴木卓夫     | 朝倉隆     | 11月8日        |
| 21 | 嫌な客追い出し作戦         | 山田隆司   | 小華和ためお | 小華和ためお | 柳瀬譲二   | 11月15日       |
| 21 | むかしの恋はセピア色       | 雪室俊一   | 森田浩光     | 森田浩光     | 松崎はじめ | 11月15日       |
| 22 | 家出はおまかせ?            | 雪室俊一   | 早川啓二     | 早川啓二     | 本木久年   | 11月22日       |
| 22 | お父さんはつらいよ!        | 山田隆司   | 小華和ためお | 小華和ためお | 本木久年   | 11月22日       |
| 23 | 忘れん坊将軍は誰だ!?       | 山田隆司   | 腰繁男       | 腰繁男       | 小林勝利   | 11月29日       |
| 23 | アメリカからの贈り物       | 池田眞美子 | 森田浩光     | 森田浩光     | 野田作樹   | 11月29日       |
| 24 | 特訓! 七転び八起き         | 池田眞美子 | 奥田誠治     | 山崎友正     | 松崎はじめ | 12月13日       |
| 24 | めざせ! 福引一等賞         | 山田隆司   | 森田浩光     | 山崎友正     | 柳瀬譲二   | 12月13日       |
| 25 | おばあちゃんなんか大嫌い   | 山田隆司   | 早川啓二     | 早川啓二     | 本木久年   | 12月20日       |
| 25 | クリスマスプレゼント大作戦 | 池田眞美子 | 奥田誠治     | 志村錠児     | 本木久年   | 12月20日       |
| 26 | 激闘!寒中トライアスロン    | 山田隆司   | 小華和ためお | 小華和ためお | 本木久年   | 1997年 1月10日 |
| 26 | 強敵! ガンコがやって来た   | 池田眞美子 | 森田浩光     | 岡嶋国敏     | 臼田美夫   | 1997年 1月10日 |
| 27 | 赤ちゃんパニック           | 池田眞美子 | 鈴木卓夫     | 鈴木卓夫     | 前田康成   | 1月17日        |
| 27 | 家族いじわる合戦           | 山田隆司   | 奥田誠治     | 森田浩光     | 朝倉隆     | 1月17日        |
| 28 | 非情のライセンスじゃ～っ   | 雪室俊一   | 小華和ためお | 小華和ためお | 松崎はじめ | 1月24日        |
| 28 | 55年後のラブレター         | 山田隆司   | 早川啓二     | 早川啓二     | 柳瀬譲二   | 1月24日        |
| 29 | 仲直りはいじわるで         | 山田隆司   | 鈴木卓夫     | 鈴木卓夫     | 前田康成   | 1月31日        |
| 29 | カラ～～ンコロン! ゲタの音 | 雪室俊一   | 小華和ためお | 小華和ためお | 朝倉隆     | 1月31日        |
| 30 | レンタルばあちゃん         | 池田眞美子 | 腰繁男       | 腰繁男       | 小林勝利   | 2月7日         |
| 30 | 強いお父さんが好き         | 水出弘一   | 奥田誠治     | 山崎友正     | 本木久年   | 2月7日         |
| 31 | お婆ちゃんと見た夕焼け     | 山田隆司   | 早川啓二     | 早川啓二     | 朝倉隆     | 2月14日        |
| 31 | 俺は男だ! ジャンケンポン   | 山田隆司   | 小華和ためお | 小華和ためお | 前田康成   | 2月14日        |
| 32 | 対決!料理の達人            | 池田眞美子 | 鈴木卓夫     | 鈴木卓夫     | 柳瀬譲二   | 2月21日        |
| 32 | おばあちゃんが赤ちゃんに   | 雪室俊一   | 奥田誠治     | 山崎友正     | 松崎はじめ | 2月21日        |
| 33 | SOS! 恐怖の珍客            | 山田隆司   | 早川啓二     | 早川啓二     | 本木久年   | 2月28日        |
| 33 | ミソシル大学へ行こう!      | 雪室俊一   | 小華和ためお | 小華和ためお | 本木久年   | 2月28日        |
| 34 | おばあちゃんの事件簿       | 山田隆司   | 早川啓二     | 早川啓二     | 前田康成   | 3月7日         |
| 34 | スランプのお助けマン?      | 池田眞美子 | 腰繁男       | 腰繁男       | 小林勝利   | 3月7日         |
| 35 | おばあちゃんを見学したい!? | 雪室俊一   | 鈴木卓夫     | 鈴木卓夫     | 柳瀬譲二   | 3月14日        |
| 35 | すてきな趣味をもとう       | 水出弘一   | 志村錠児     | 志村錠児     | 松崎はじめ | 3月14日        |
| 36 | 早起きのススメ             | 池田眞美子 | 森田浩光     | 森田浩光     | 本木久年   | 3月21日        |
| 36 | おばあちゃんの誕生日       | 山田隆司   | 小華和ためお | 小華和ためお | 本木久年   | 3月21日        |
| 37 | 発掘! いじわるの壺         | 雪室俊一   | 奥田誠治     | 山崎友正     | 前田康成   | 3月28日        |
| 37 | くたばれ! リモコン人間     | 山田隆司   | 森田浩光     | 森田浩光     | 朝倉隆     | 3月28日        |
| 38 | ラッシーのバックドロップ   | 山田隆司   | 鈴木卓夫     | 鈴木卓夫     | 松崎はじめ | 4月4日         |
| 38 | 楽しい楽しい定期券         | 雪室俊一   | 早川啓二     | 早川啓二     | 柳瀬譲二   | 4月4日         |
| 39 | ばあちゃんは童話作家       | 雪室俊一   | 奥田誠治     | 山崎友正     | 本木久年   | 4月11日        |
| 39 | タケノコ大作戦!            | 雪室俊一   | 志村錠児     | 志村錠児     | 本木久年   | 4月11日        |
| 40 | おばあちゃんの遺言状       | 山田隆司   | 野間吐史     | 野間吐史     | 前田康成   | 4月18日        |
| 40 | 反省反省また反省           | 山田隆司   | 腰繁男       | 腰繁男       | 小林勝利   | 4月18日        |
| 41 | メカオンチはオカチメンコ   | 雪室俊一   | 野間吐史     | 野間吐史     | 松崎はじめ | 4月25日        |
| 41 | ストレス解消法             | 池田眞美子 | 早川啓二     | 早川啓二     | 朝倉隆     | 4月25日        |
| 42 | おばあちゃんのフィアンセ   | 池田眞美子 | 鈴木卓夫     | 鈴木卓夫     | 本木久年   | 5月2日         |
| 42 | 二代目いじわるばあさん     | 山田隆司   | 奥田誠治     | 山崎友正     | 本木久年   | 5月2日         |
| 43 | どっちが有名人?            | 高屋敷英夫 | 腰繁男       | 腰繁男       | 小林勝利   | 5月2日         |
| 43 | がんばれ! 大工さん         | 山田隆司   | 森田浩光     | 森田浩光     | 柳瀬譲二   | 5月2日         |
| 44 | 釣りもまた楽し             | 山田隆司   | 志村錠児     | 志村錠児     | 朝倉隆     | 5月30日        |
| 44 | おばあちゃんが二人?        | 池田眞美子 | 早川啓二     | 早川啓二     | 前田康成   | 5月30日        |
| 45 | 保健室の花子さん           | 雪室俊一   | 立場良       | 立場良       | 松崎はじめ | 6月6日         |
| 45 | なりたい! カード人間       | 雪室俊一   | 森田浩光     | 森田浩光     | 本木久年   | 6月6日         |
| 46 | いじわるじいさん再び       | 池田眞美子 | 鈴木卓夫     | 鈴木卓夫     | 本木久年   | 6月13日        |
| 46 | おばあちゃん国会に行く!    | 山田隆司   | 早川啓二     | 早川啓二     | 柳瀬譲二   | 6月13日        |

#### 放送局（フジ版アニメ）
放送時間は個別に出典が提示されているもの以外は1996年6月中旬 - 7月上旬時点のものとする。
- フジテレビ（製作局）
- 北海道文化放送（第9話で終了）：金曜 19:00 - 19:29
- 青森テレビ：日曜 17:00 - 17:30[38]
- 岩手めんこいテレビ（第9話で終了）：金曜 19:00 - 19:29
- 仙台放送（第9話で終了）：金曜 19:00 - 19:29[39]
- 秋田テレビ（第9話で終了）：金曜 19:00 - 19:29
- 福島テレビ（第9話で終了）：金曜 19:00 - 19:29[39]
- 新潟総合テレビ（第9話で終了）：金曜 19:00 - 19:29
- 富山テレビ：金曜 19:00 - 19:29（第9話まで同時ネット）[40]→月曜 16:30 - 17:00（1997年2月17日から1997年3月31日まで放送、なお、『終』マークは無かった[41]）
- 石川テレビ（第9話で終了）：金曜 19:00 - 19:29[40]
- 福井テレビ（第9話で終了）：金曜 19:00 - 19:29[40]
- 長野放送（第9話で終了）：金曜 19:00 - 19:29
- テレビ静岡（第9話で終了）：金曜 19:00 - 19:29
- 東海テレビ（第9話で終了）：金曜 19:00 - 19:29
- 関西テレビ（第9話で終了）：金曜 19:00 - 19:29
- 山陰中央テレビ（第9話で終了）：金曜 19:00 - 19:29
- 岡山放送（第9話で終了）：金曜 19:00 - 19:29
- テレビ新広島（第9話で終了）：金曜 19:00 - 19:29
- 愛媛放送（現・テレビ愛媛、第9話で終了）：金曜 19:00 - 19:29
- テレビ西日本（第9話で終了）：金曜 19:00 - 19:29
- サガテレビ（第9話で終了）：金曜 19:00 - 19:29
- テレビ長崎：土曜 18:30 - 19:00[注 22]
- テレビ熊本（第9話で終了）：金曜 19:00 - 19:29
- テレビ大分（第9話で終了）：金曜 19:00 - 19:29
- 鹿児島テレビ（第9話で終了）：金曜 19:00 - 19:29
- 沖縄テレビ（第9話で終了）：金曜 19:00 - 19:29

| フジテレビ 金曜19時台前半枠（当番組のみアニメ）                 | フジテレビ 金曜19時台前半枠（当番組のみアニメ）                   | フジテレビ 金曜19時台前半枠（当番組のみアニメ）                                            |
| 前番組                                                          | 番組名                                                            | 次番組                                                                                     |
| --------------------------------------------------------------- | ----------------------------------------------------------------- | ------------------------------------------------------------------------------------------ |
| 恐怖の体重計 ↓ 金曜超テレビ宣言! ※つなぎとして19:00から開始     | いじわるばあさん （アニメ第2作） （1996年4月19日 - 7月19日）      | ケンカの花道2                                                                              |
| フジテレビ 金曜17:30 - 18:00枠                                  |                                                                   |                                                                                            |
| ドラゴンボールZ（再放送） ※月曜 - 金曜 → 月曜 - 木曜            | いじわるばあさん （アニメ第2作） （1996年8月2日 - 1997年3月28日） | 17:25 - いじわるばあさん ※5分繰上げFNNニュース555 ザ・ヒューマン ※月曜 - 金曜17:55 - 19:00 |
| フジテレビ 金曜17:25 - 17:55枠                                  |                                                                   |                                                                                            |
| 17:25 - B-Wave ※月曜 - 金曜。5分繰上げ 17:30 - いじわるばあさん | いじわるばあさん （アニメ第2作） （1997年4月4日 - 6月13日）       | ゲゲゲの鬼太郎（第3作）（再放送） ※月曜 - 金曜                                             |